# Ґатне-Друге
Ґатне-Друге (пол. Gatne Drugie) — село в Польщі, у гміні Новинка Августівського повіту Підляського воєводства.
Населення — 113 осіб (2011).
У 1975-1998 роках село належало до Сувальського воєводства.

## Демографія
Демографічна структура станом на 31 березня 2011 року:
|          | Загалом | Допрацездатний вік | Працездатний вік | Постпрацездатний вік |
| -------- | ------- | ------------------ | ---------------- | -------------------- |
| Чоловіки | 56      | 9                  | 38               | 9                    |
| Жінки    | 57      | 9                  | 32               | 16                   |
| Разом    | 113     | 18                 | 70               | 25                   |